# Besztercei-havasok
A Besztercei-havasok (románul: Munţii Bistriţei) a Keleti-Kárpátokban helyezkedik el, Hargita megye, Suceava megye és Neamț megye területén. Határait a Kis-Beszterce és a Aranyos-Beszterce folyó képezi. Szomszédos hegység nyugaton a Kelemen-havasok, délen a Gyergyói-havasok, a Hagymás-hegység és a Csalhó, keleten az Esztena-hegység, északon a Ráró és a Gyamaló.

## Leírás
A Besztercei-havasok legmagasabb csúcsai délen, a Hargita-Suceava-Neamț hármashatár közelében találhatók: Budak (1859 m), Intre Borci (1834 m), Gerinces-tető (1762 m). A Hargita megyében található fontosabb hegyek (nyugatról keletre): Vaman-hegy (1418 m), Isztina-kő (1449 m), Kárlátó-csúcs (1587 m), Nagy-Mezővész (1397 m), Bükk-havas (1310 m), Hegyes (1691 m), Kis-Széples (1663 m), Fehér-tető (1587 m), Égett-Butka (1384 m), Priszlop (1441 m), Égett-kő (1516 m). A hegyek Borszék irányából több jelzett útvonalon megközelíthetők.